# Дворско позориште
Дворско позориште или Бургтеатар (нем. Burgtheater) је најеминентније аустријско и једно од најзначајнијих и најцењенијих позоришта немачког говорног подручја. Налази се у самом центру Беча, на бечком Рингу наспрам градске Скупштине и недалеко од аустријског Парламента и главног Универзитета.
Првобитна стара сцена позоришта налазила се на Михаеловом тргу (нем. Michaelerplatz) од 1748. године све до свечаног отварања новог здања на Рингу 14. октобра 1888. године. Овим је бечки Бургтеатар друго најстарије позориште у Европи, након Француског театра (фр. Comédie-Française, Théâtre-Français).